# 逸翁美術館
逸翁美術館（いつおうびじゅつかん）は、大阪府池田市にある美術館である。
阪急電鉄の創業者小林一三（雅号:逸翁）が蒐集した美術品を所蔵する。

## 概要
阪急電鉄・阪急東宝グループの創業者小林一三が蒐集した美術品を展示するため、小林の没後に同邸「雅俗山荘」を展示館として1957年（昭和32年）に開館した。雅俗山荘は、1937年（昭和12年）に建設された本館の他、新館、茶室「即庵」、茶室「費隠」、正門 から成る。
2009年（平成21年）に美術館として設計された建築で現在地に移転し、それまで使用した小林邸は「小林一三記念館」として2010年（平成22年）に再オープンした。小林邸雅俗山荘では来客用の応接部分の他居住用の部分も参観できるようになっており、小林の生涯を振り返る展示が行われている。
収蔵品は、茶人としても知られる小林の5500点を超える茶道具をはじめとするの個人コレクションを基礎にしており、重要文化財15件、重要美術品認定物件20件を含む。中でも特に与謝蕪村・呉春・円山四条派のコレクションは名高い。
小林は作品を纏めて一括購入することはせず、海外を訪れても一つ一つ自らの目で確かめて美意識に合ったものを収集した。
この他に阪急電鉄・阪急東宝グループの資料展示が行われる。現美術館では企画展として、小林一三記念館には白梅館に常設展示がある。
美術館開館時の設置者は財団法人逸翁美術館であったが、2011年に財団法人阪急学園と合併して財団法人阪急文化財団となり、以後は同財団が管理・運営を行っている（2012年に公益財団法人に移行）。

## 主な収蔵品
収蔵品については逸翁美術館「収蔵品」も参照。
重要文化財指定品は以下の15件。
- 紙本著色三十六歌仙切（藤原高光、佐竹本）
- 白描絵料紙金光明経 巻第二断簡（目無経）
- 紙本著色十巻抄 10巻（延慶二年覚巌奥書）
- 紙本著色芦引絵 5巻
- 紙本著色大江山絵詞 2巻 附：詞書一巻
- 紙本著色豊臣秀吉像画稿　伝狩野光信筆
- 紙本金地著色三十三間堂通矢図 六曲屏風一隻
- 紙本淡彩奥の細道図 2巻 与謝蕪村筆（安永八年十月款記）
- 絹本墨画淡彩白梅図 六曲屏風一双 呉春筆
- 花鳥蒔絵螺鈿洋櫃 附：籐編外櫃
- 楞伽経（りょうがきょう）巻第二（天平廿年六月廿三日願俊経）
- 雙観無量寿経　巻上（天平六年聖武天皇勅願経）
- 寛和二年六月九日内裏歌合
- 古筆手鑑（てかがみ）谷水帖　二十四葉
- 継色紙（あまつかぜ）

その他に以下を含む20件の重要美術品を所蔵している。
- 和漢朗詠集 2巻
- 石山切 伊勢集 1幅
- 消息文 1幅 藤原定家筆
- 古今和歌集 2冊 伝藤原為家筆
- 紺紙金銀字交書賢劫経 紺紙金銀字交書清浄毘尼方広経 4巻・1巻
- 高野大師行状絵巻巻一 1巻
- 露殿物語 5巻
- 絹本著色地蔵十王像 1幅 伝土佐経隆筆
- 蓮根図 1幅 伝牧谿筆
- 晩秋遊鹿図屏風 四曲一双 与謝蕪村筆
- 砧図（秋夜擣衣図） 1幅
- 沃懸地高蒔絵桐竹文硯箱
- 芒蒔絵棚

また小林一三が鈴木華邨を評価していたため、同人の日本画をまとめて所蔵している。

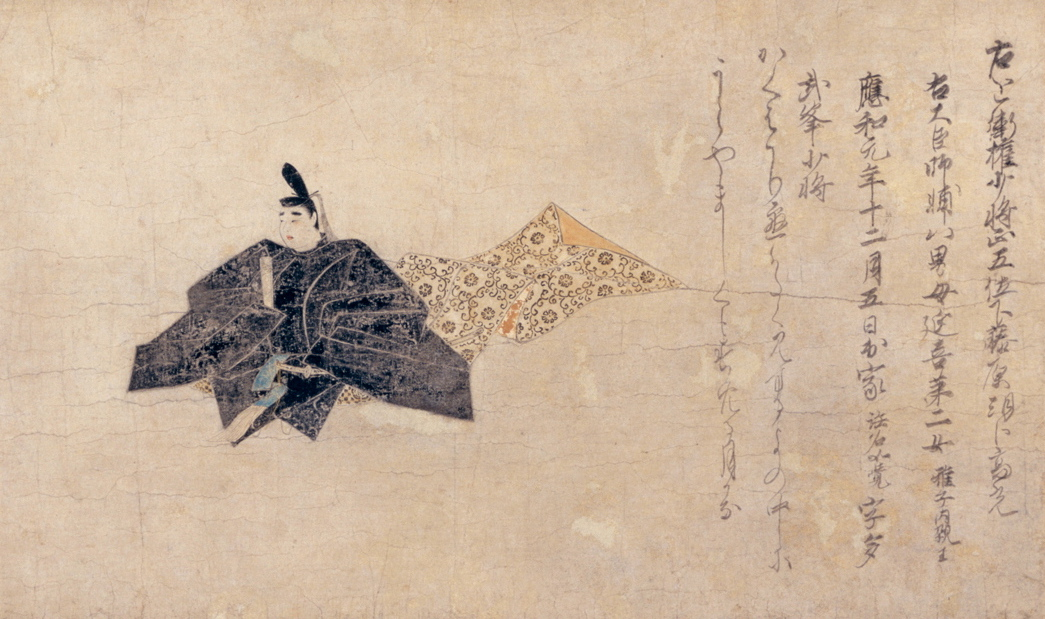
佐竹本三十六歌仙切（藤原高光）
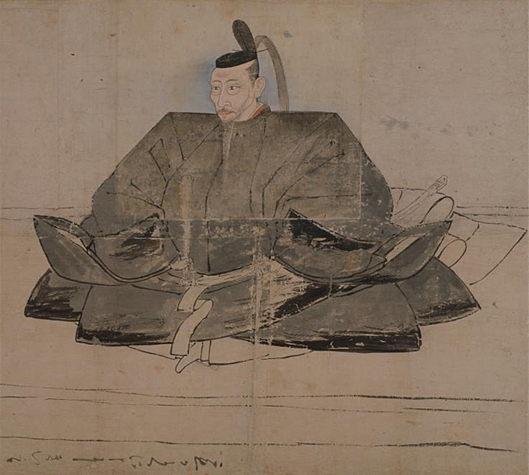
豊臣秀吉像画稿　伝狩野光信筆

## 沿革
- 1957年（昭和32年）財団法人逸翁美術館設立、開館。
- 1959年（昭和34年）大阪府より「なにわ賞」受賞。
- 1973年（昭和48年）新館オープン
- 2008年（平成20年）移転のため4月からしばらく休館。
- 2009年（平成21年）8月、旧本館、旧本館正門、旧本館塀、茶室「即庵」、茶室「費隠」が国の登録有形文化財に登録された。
- 2009年（平成21年）10月、阪急学園池田文庫のとなりの用地に新築移転。
- 2010年（平成22年）4月22日、旧美術館の本館である小林一三旧邸「雅俗山荘」は「小林一三記念館」として再公開。
- 2011年（平成23年）、財団法人逸翁美術館と財団法人阪急学園の合併により、阪急文化財団が発足。以後は同財団が美術館の管理運営を行う。

財団設立時の理事および監事
- 理事長：宮原清
- 理事：加藤武男、小林富佐雄、小泉信三、松永安左エ門、太田垣士郎、佐藤博夫、高碕達之助、鳥井信治郎、矢野一郎
- 監事：廣瀬顕三、真鍋八千代

## 施設

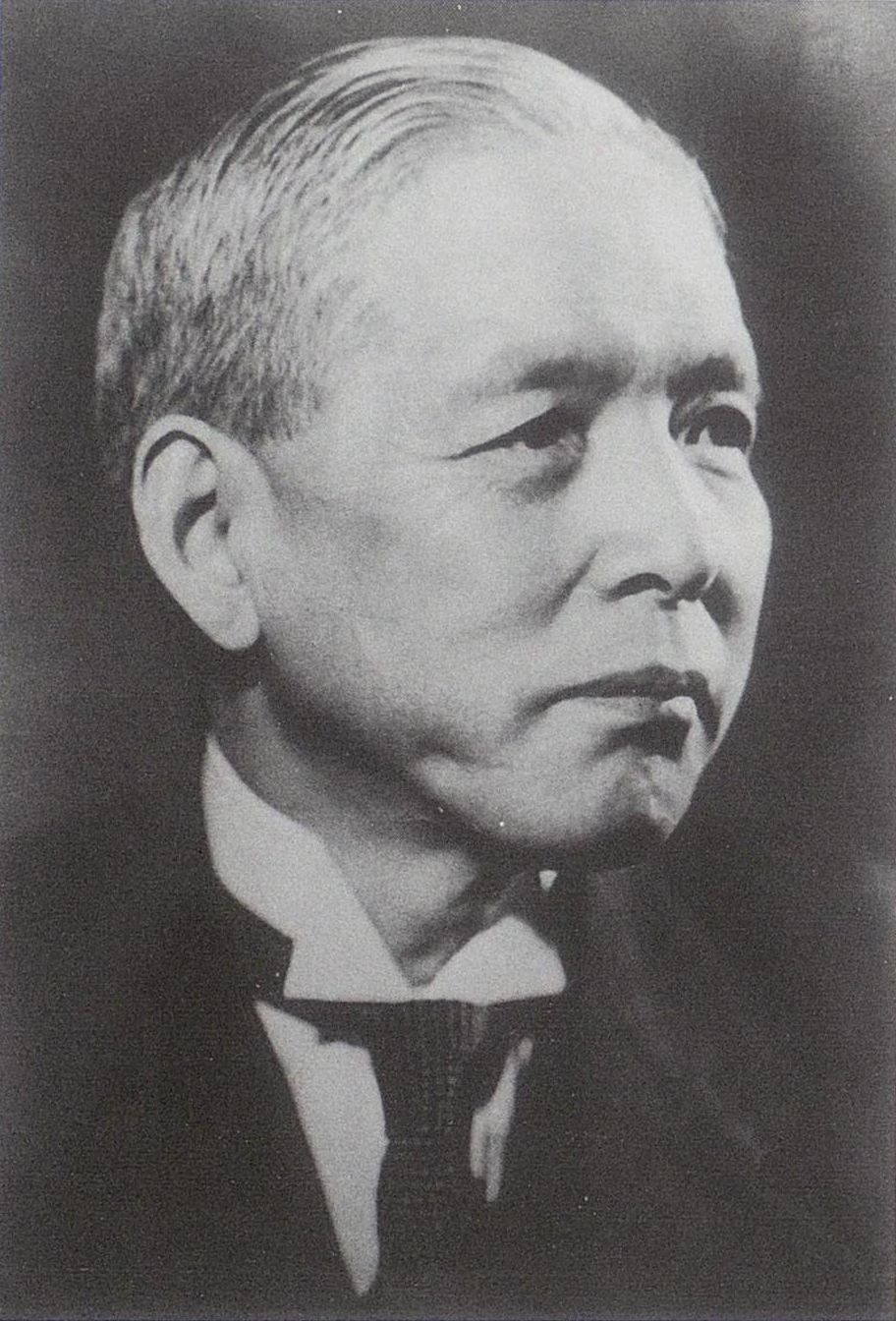
小林一三

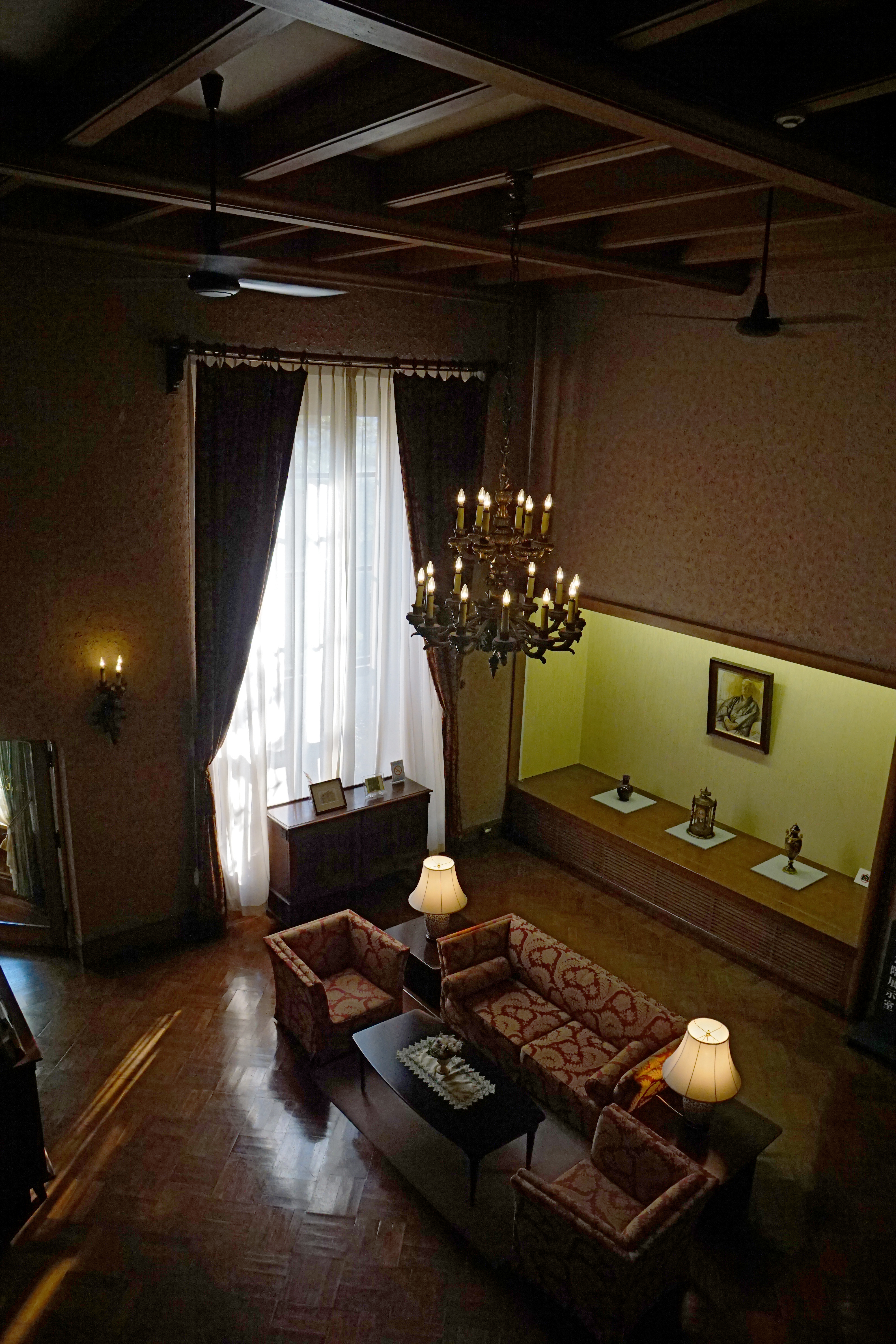
雅俗山荘内部

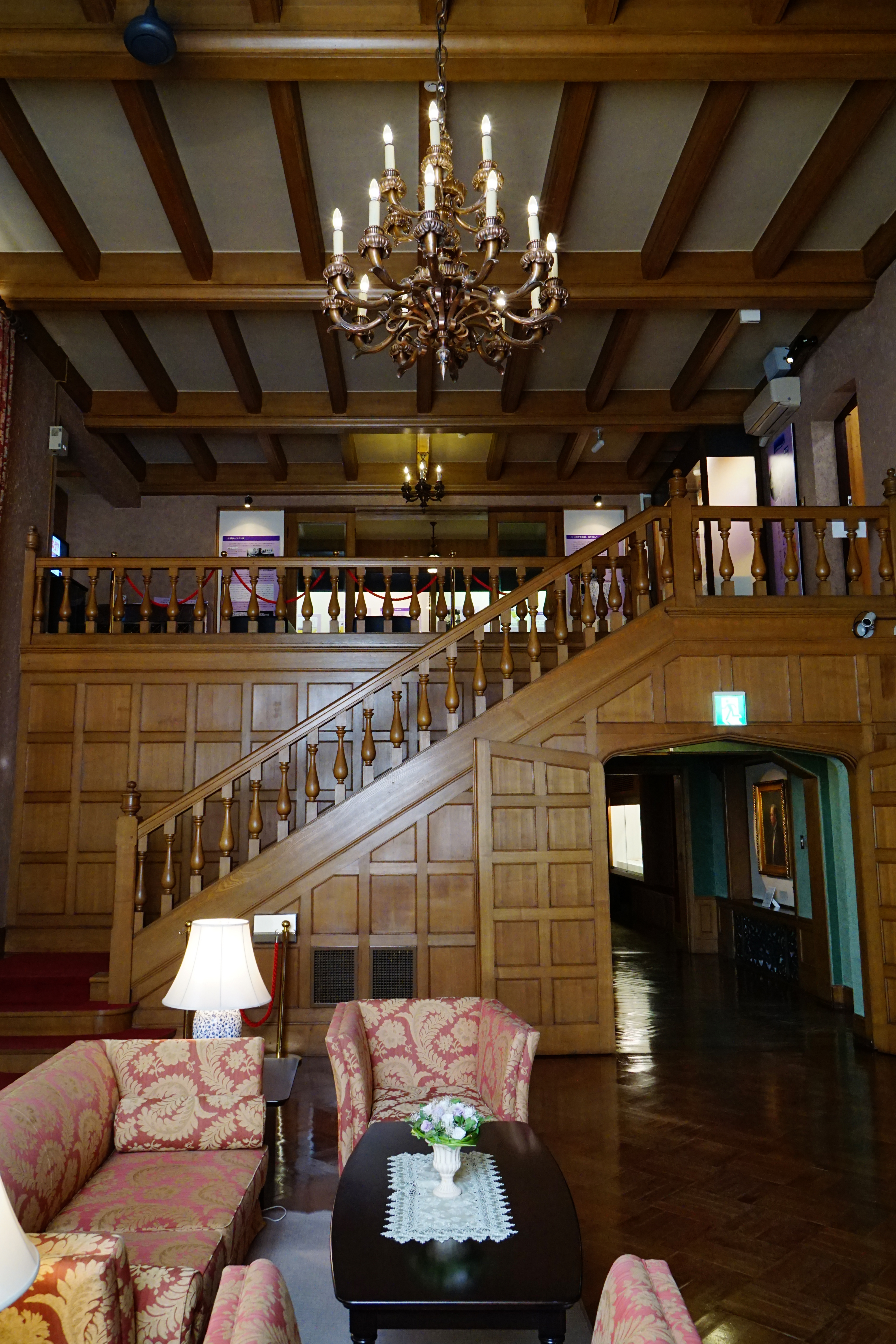
雅俗山荘内部

逸翁美術館（新館）
- 展示室
- ミュージアムショップ
- マグノリアホール

座席140席（演奏会使用仕様時108席）の多目的ホール。定期的に室内楽コンサートなどのイベントが実施されている。
ホール支配人は元宝塚歌劇団星組娘役の朝峰ひかり。

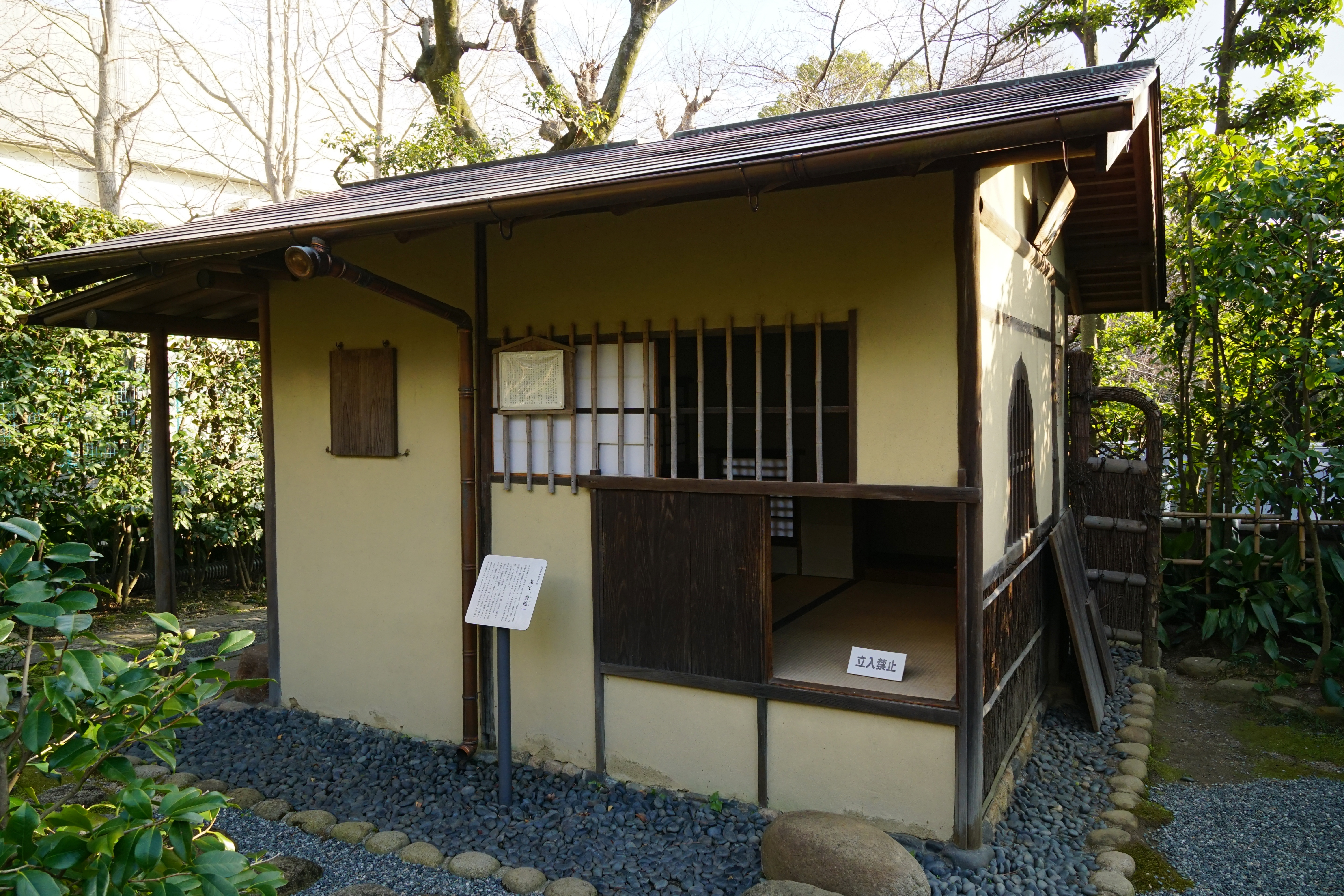
茶室「即心庵」
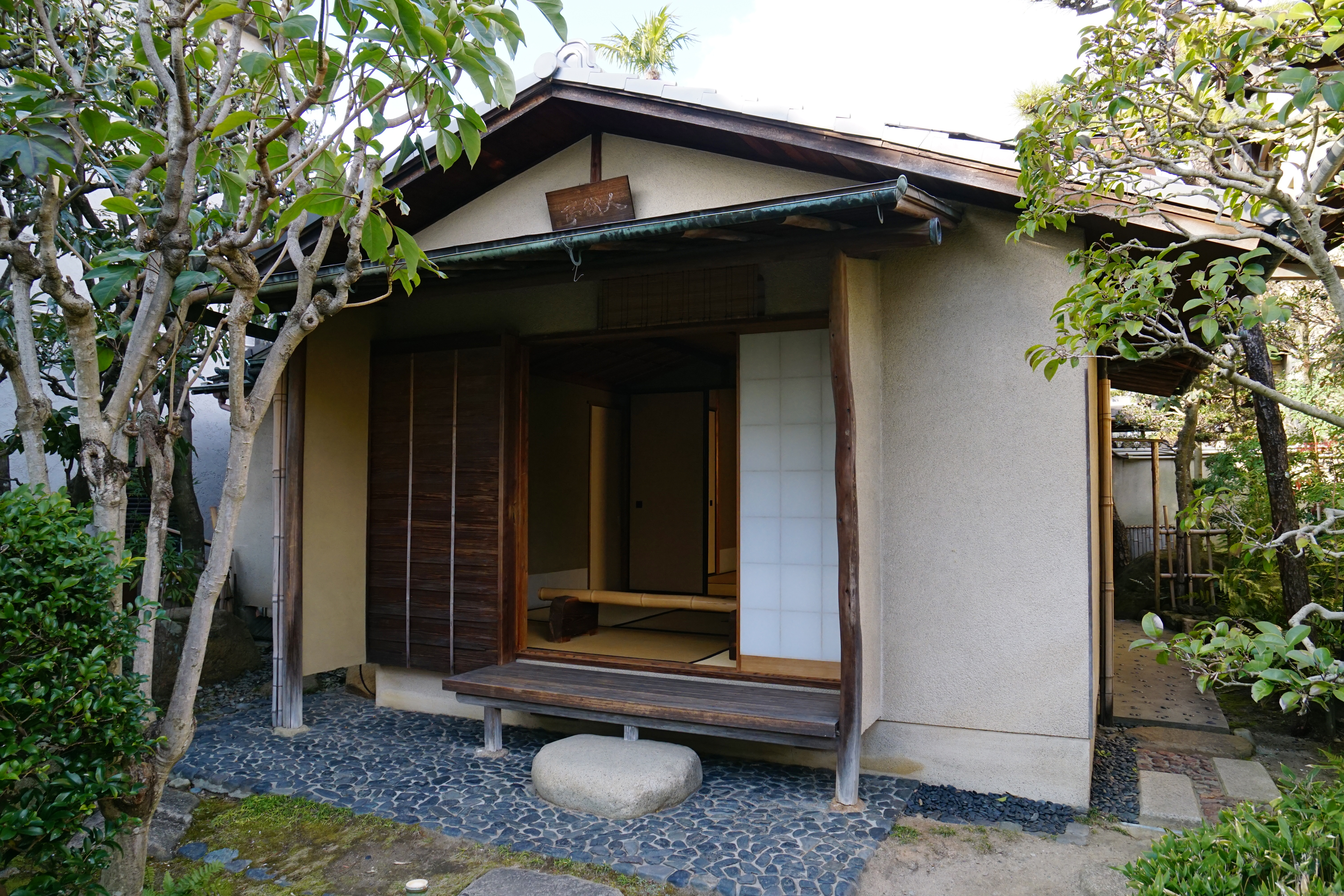
茶室「人我亭」
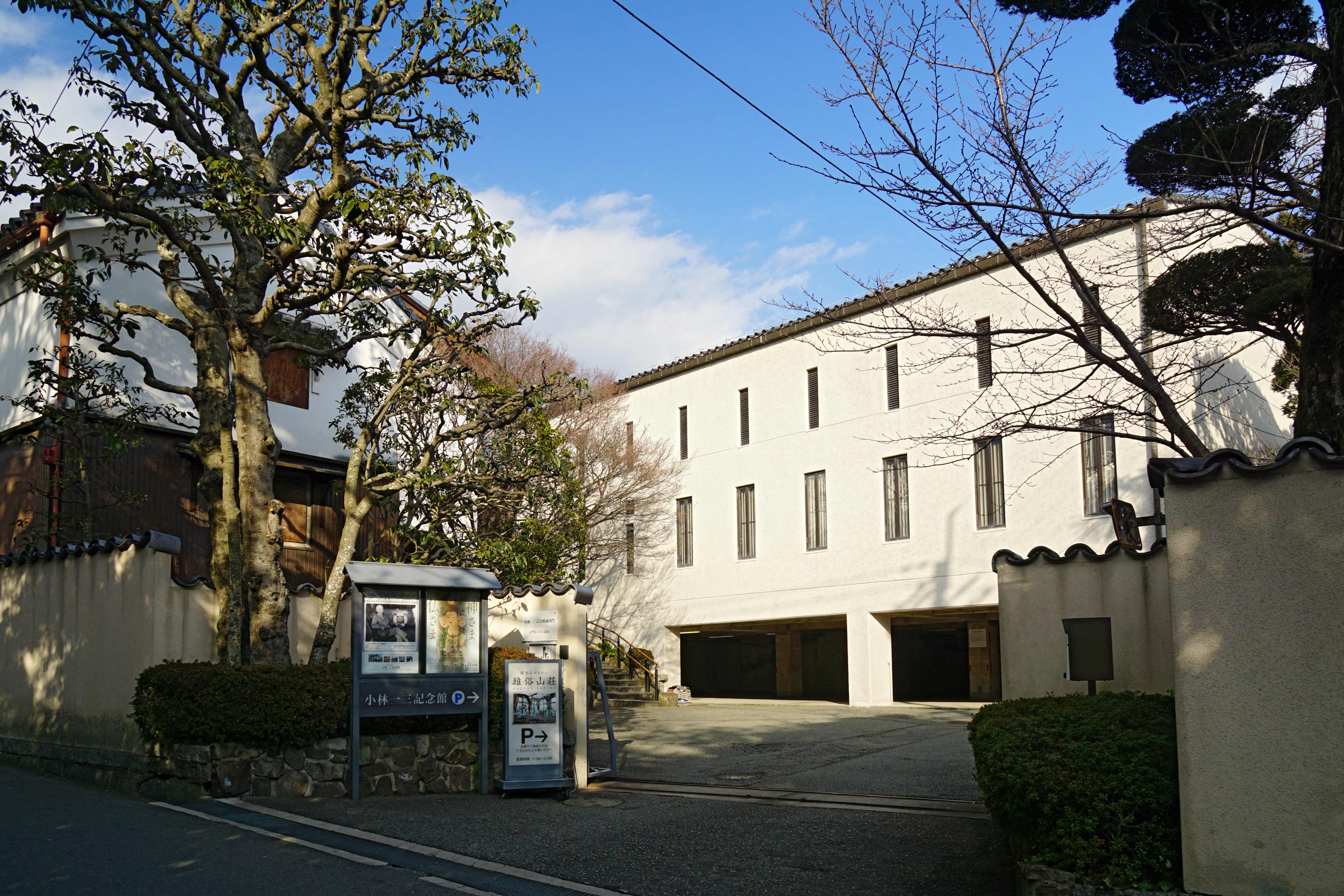
白梅館

雅俗山荘内にある茶室「即庵」を再現したもの。
阪急電鉄直系だが、決済に使える交通系ICカードにPiTaPaが含まれていない。
小林一三記念館(旧小林一三居宅)
- 正門 - 国の登録有形文化財
- 雅俗山荘（逸翁美術館旧本館） - 国の登録有形文化財
  - レストラン「雅俗山荘」
  - 常設展示室（雅俗山荘第1、第2、第3展示エリア）
  - 特別展示室
- 茶室「費隠」 - 国の登録有形文化財
- 茶室「即庵」 - 国の登録有形文化財
- 茶室「人我亭」
- 白梅館（別館）
  - 常設展示室
  - シアタールーム

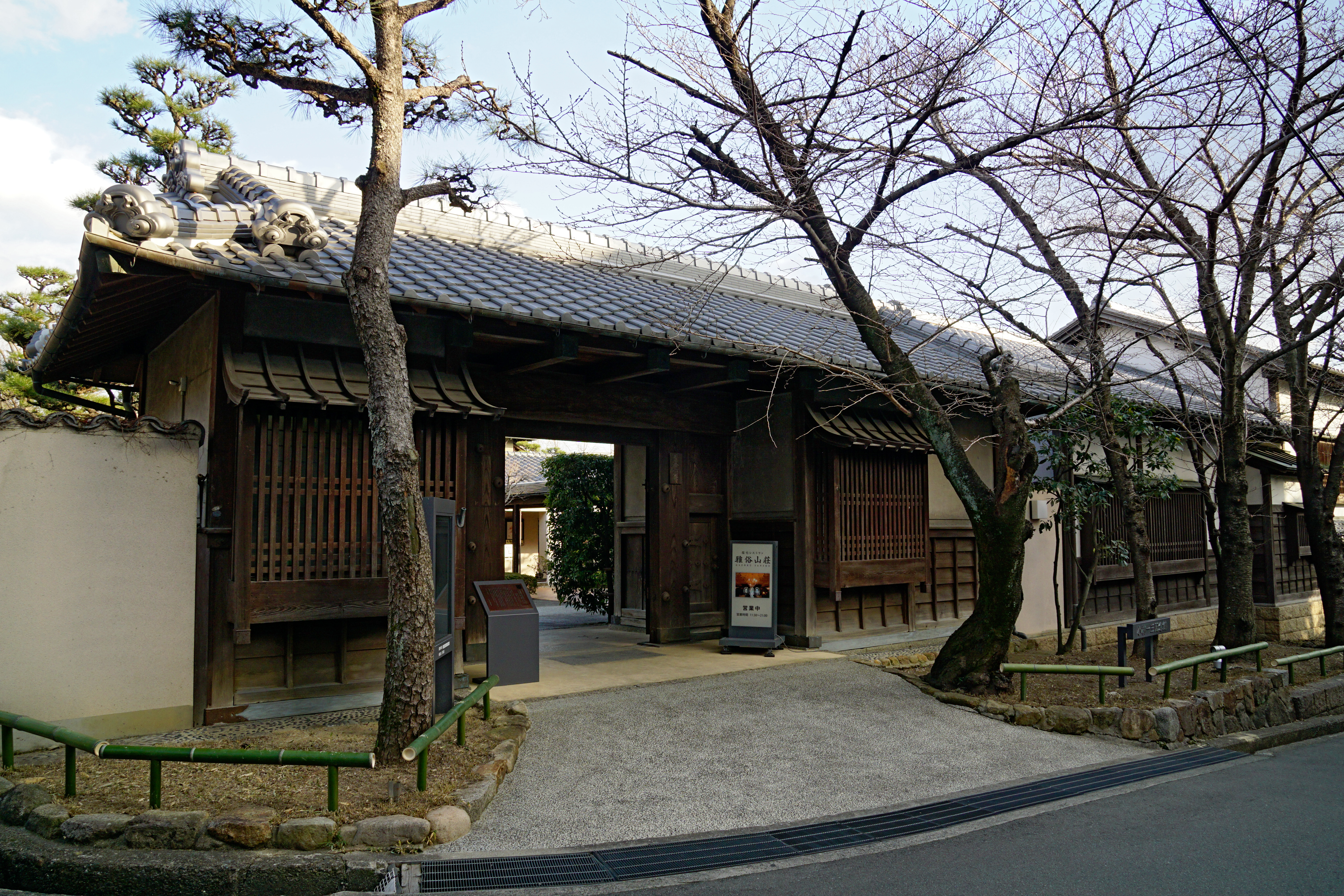
正門
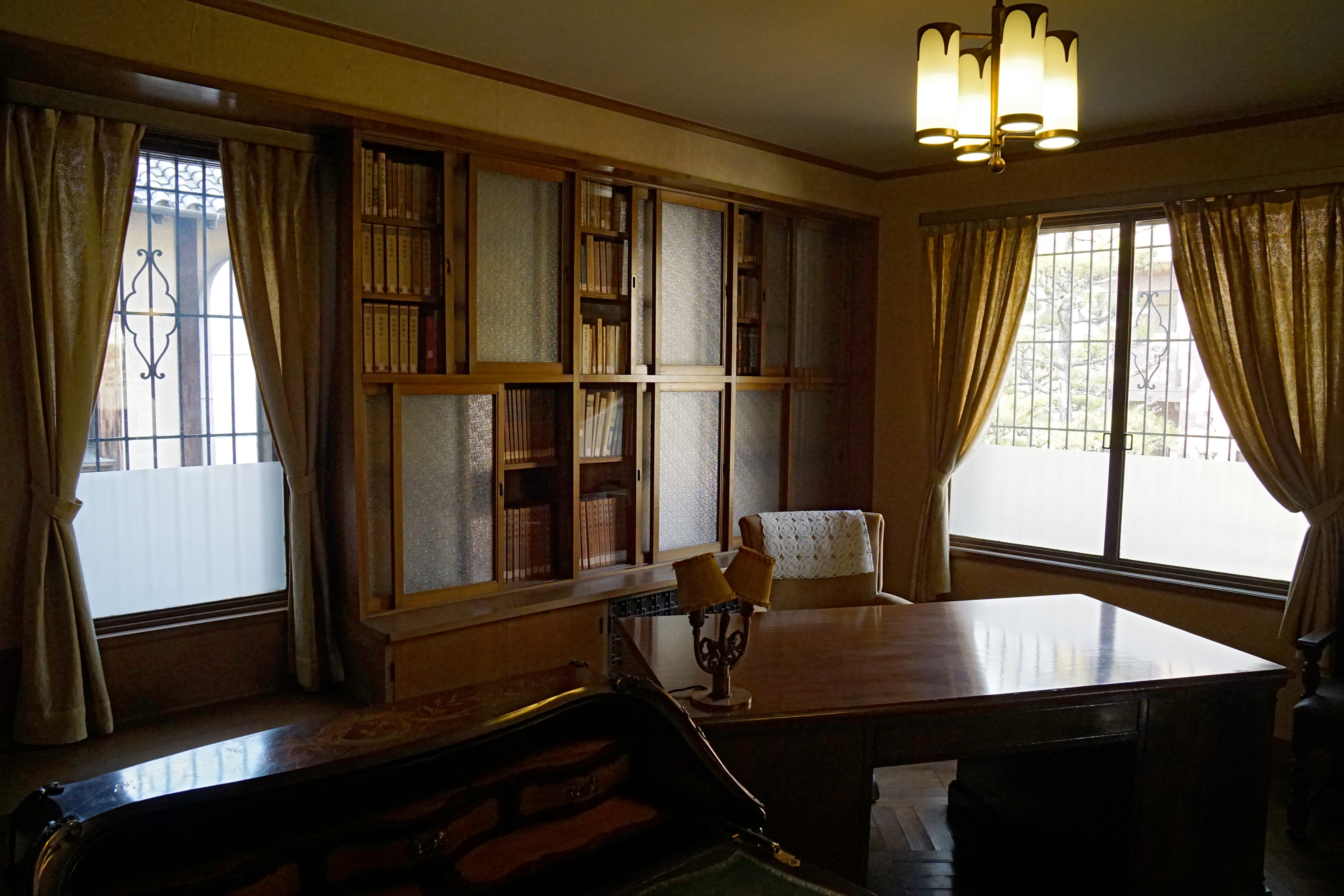
小林一三の書斎（雅俗山荘2階）
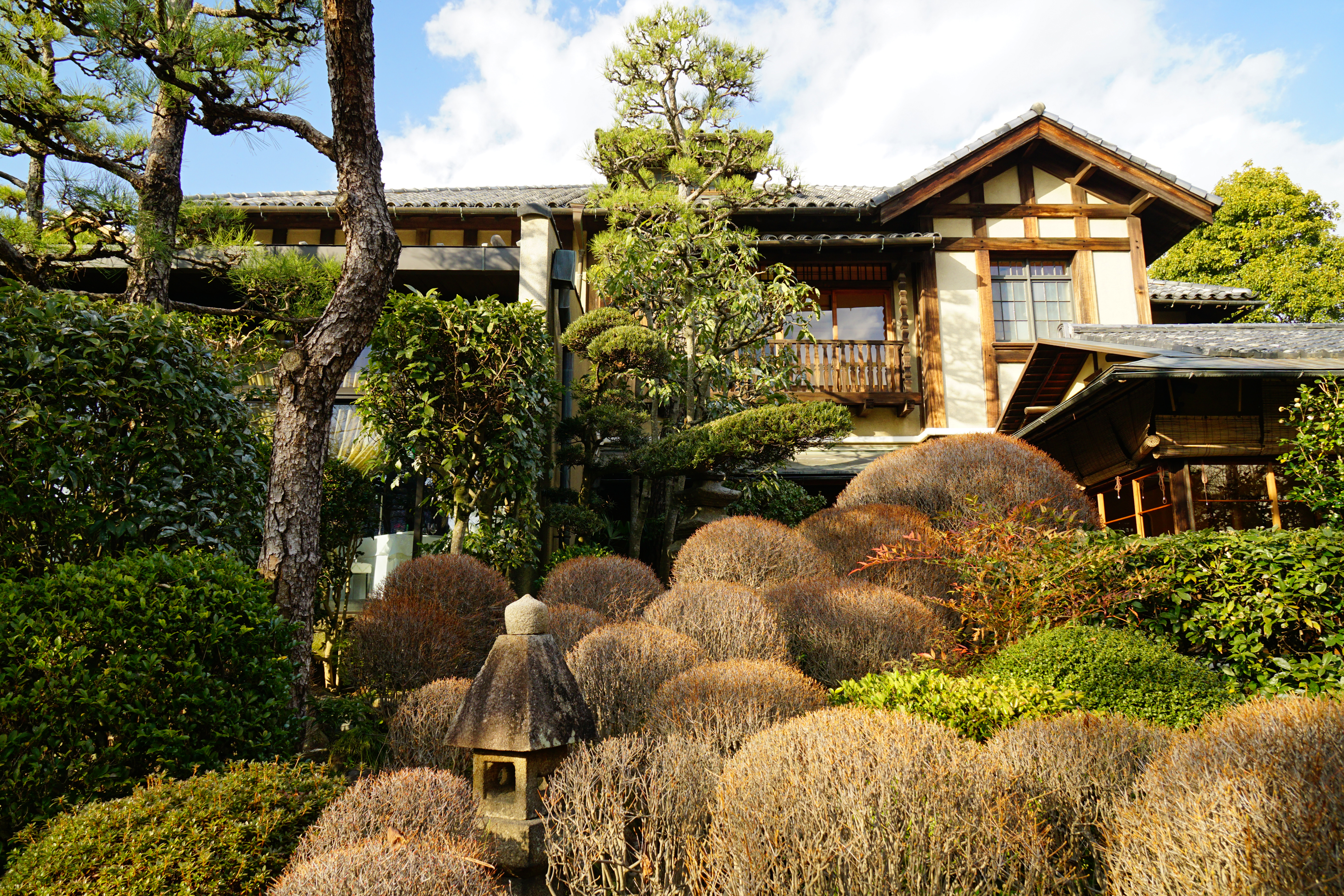
庭園

- 茶室「費隠」
- 茶室「人我亭」
- 白梅館

## 交通アクセス
- 阪急宝塚線 池田駅 徒歩10分
- 阪急バス 綾羽 徒歩7分